# Zygnemataceae
Zygnematacae é uma família de algas filamentosos não ramificadas. É mais conhecida por um dos géneros qu a constitui, Spirogyra. As espécies de Spirogyra podem ser observadas na Primavera como massas flutuantes de cor verde amarelada, em águas tranquilas. Apresentam as paredes celulares lisas, sem poros. Os filamentos crescem de forma intercalar por alargamento e divisão transversal de todas as células que o compõem.

## Géneros

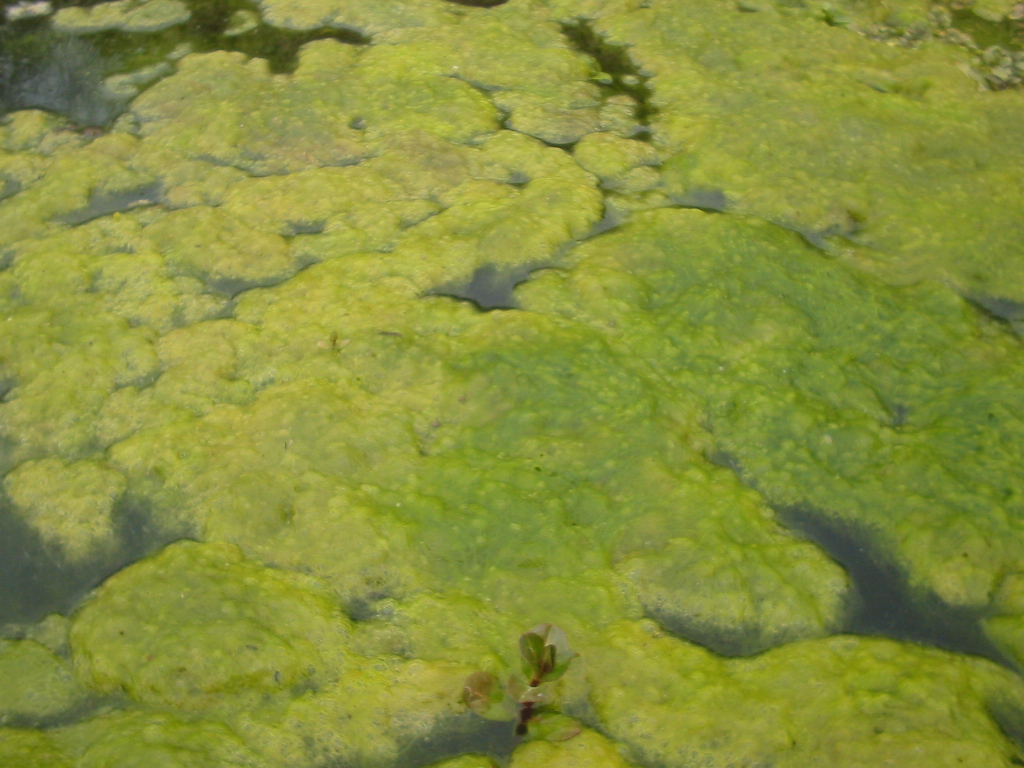
Spirogyra

- Ancylonema
- Cylindrocystis
- Debarya
- Entransia
- Mesotaenium
- Mougeotia
- Mougeotiopsis
- Netrium
- Pleurodiscus
- Roya
- Sirogonium
- Spirogyra
- Tortitaenia
- Zygnema
- Zygogonium